# Steintraithen
Der Steintraithen ist ein 1747 m ü. NHN hoher Gipfel in der Traithengruppe im Mangfallgebirge auf dem Gemeindegebiet von Kiefersfelden und Oberaudorf.

## Topographie
Er bildet einen Teil des Grates, der sich angefangen beim Steilner Joch im Osten, über den Steintraithen, den Großen und Kleinen Traithen bis zum Vogelsang im Nordwesten zieht. Der Steintraithen wird am einfachsten auch als Gratüberschreitung von ebendiesen erreicht.
Über den Steintraithen verläuft die Gemeindegrenze zwischen Oberaudorf und Kiefersfelden.